# Château de Minzé
Le Château de Minzé est un château français situé à Châtelain, dans le département de la Mayenne et la région des Pays de la Loire. Il est situé à 1 500 mètres du bourg.

## Désignation
- Le seigneur de Mysé, 1494 (Chartrier de Goué).
- Le fief et seigneurie de Misé, 1535 (Archives départementales de la Mayenne, B. 1.535).
- Minsé, 1687 (Archives départementales de la Mayenne, 2.317).
- L'Abbé Angot indique qu'on prononce ordinairement Misé.

## Histoire
Il s'agissait d'un fFief mouvant de Romfort et en arrière-fief de Château-Gontier. On y signale en 1596 : « maisons seigneuriales…, clostures de fiefs, honneurs, hommaiges, cens, rentes, deux métairies : la Court et la Basse-Court ; deux closeries, moulin à vent et moulin à eau, trois estangs…, vignes, bois marmentaux et taillables, plessiers et garenniers ». Une chapelle fut bénite le 18 septembre 1770. . 

## Sources et bibliographie
- « Château de Minzé », dans Alphonse-Victor Angot et Ferdinand Gaugain, Dictionnaire historique, topographique et biographique de la Mayenne, Laval, A. Goupil, 1900-1910 [détail des éditions] (BNF 34106789, présentation en ligne)